# (38163) 1999 JP77
1999 JP77 (asteroide 38163) é um asteroide da cintura principal. Possui uma excentricidade de 0.29324150 e uma inclinação de 7.77126º.
Este asteroide foi descoberto no dia 12 de maio de 1999 por LINEAR em Socorro.